# Квемо-Реха
Квемо-Реха (груз. ქვემო რეხა) — село в Грузии, на территории Горийского муниципалитета края (мхаре) Шида-Картли.

## География
Село находится в центральной части Грузии, на берегах реки Меджуды, на расстоянии приблизительно 3 километров (по прямой) к северу от города Гори, административного центра муниципалитета. Абсолютная высота — 637 метр над уровнем моря.

## Население
По результатам официальной переписи населения 2014 года в Квемо-Рехе проживало 675 человек (341 мужчина и 334 женщины). В национальной структуре населения грузины составляли 93,8 %, армяне — 4,9 %, осетины — 1,2 %.
| Год  | Население, человек |
| ---- | ------------------ |
| 2002 | 661                |
| 2014 | ↗ 675              |